# Дискографија групе Red Hot Chili Peppers
Амерички рок бенд Ред хот чили пеперс од 1984. године објавио је једанаест студијских албума, три албума уживо, осам видео албума, пет ЕП-а, четрдесет и четири сингла и четрдесет и седам спотова. До 2011. године бенд је продао више од 80 милиона албума широм света, а био је именован за 16 Греми награда од чега су освојили шест. Велики број њихових синглова и песама нашао се на првим позицијама листа у Сједињеним Државама и широм света.
Прва три студијска албума The Red Hot Chili Peppers (1984), Freaky Styley (1985) и The Uplift Mofo Party Plan (1987) нису доживели никакве успехе све до краја осамдесетих година. Четврти студијски албум под називом Mother's Milk објављен је 16. августа 1989. године, добио је позитивне критике и нашао се на 52. позицији листе Билборд 200. Након издавања петог студијског албума Blood Sugar Sex Magik у септембру 1991, године, бенд је доживео већу популарност. Албумски сингл Under the Bridge нашао се на другој позицији америчке листе Билборд хот 100. Blood Sugar Sex Magik продат је у више од седам милиона примерака у Сједињеним Државама и у тринаест милиона примерака широм света.
Шести студијски албум One Hot Minute бенд је објавио 12. септембра 1995. године. Албум је доживео велики комерцијални успех и нашао се на 4. позицији америчке листе Билбоард 200, али није имао популарност као претхтодни албум бенда.
Седми студијски албум Californication објављен је 8. јуна 1999. године. Албум је доживео комерцијални успех и добио позитивне критике, а нашао се на трећем месту листе Билборд 200 и додељен му је платунумски сертификат од стране Америчког удружења дискографских кућа. На албуму се нашло шест синглова, укључујући и Scar Tissue који се нашао на листи Билборд хот 100 међу првих десет хит синглова.
Осми студијски албум By the Way објављен је 9. јула 2002. године, доживео је комерцијални успех и нашао се на другом месту листе Билборд 200. Албумски сиглови By the Way и Can't Stop били су изузетно успешни и пласирали су се на велики број листа широм света. Stadium Arcadium, девети студијски албум објављен је 9. маја 2006. године, а са њега истакао се сингл Dani California који је био 14 узастоних недеља на листи Billboard Alternative Songs chart и био шести на листи Билборд хот 100.
Десети студијски албум под називом I'm with You  бенд је радио од септембра 2010. године, а објављен је 29. августа 2011. године. The Adventures of Rain Dance Maggie, главни сингл са албума досегнуо је до 38. позиције на листи Билборд хот 100 и постао 12. сингл бенда који се нашао на листи Billboard Alternative Songs chart.
Једанаести студијски албум под називом The Getaway, бенд је објавио 17. јуна 2016. године. Dark Necessities, први албумски сингл постао је 13. сингл бенда који се нашао на листи Alternative Songs chart. Песма је такође била 25. најбољи сингл бенда на листи Alternative Songs chart и тако су поставили рекорд ове листе, престигавши бенд U2. Албум The Getaway нашао се на другом месту листе Билборд 200, а додељен му је златни сертификат од стране Америчког удружења дискографских кућа.

## Албуми

### Студијски албуми
| Назив | Детаљи | Позиције | Позиције | Позиције | Позиције | Позиције | Позиције | Позиције | Позиције | Позиције | Позиције | Број проданих примерака                        | Сертификати |
| Назив | Детаљи | САД      | АУС      | АУС 40   | КАН      | ФРА      | НЕМ      | ХОЛ      | НЗ       | ШВА      | УК       | Број проданих примерака                        | Сертификати |
| --- | --- | -------- | -------- | -------- | -------- | -------- | -------- | -------- | -------- | -------- | -------- | ---------------------------------------------- | --- |
| The Red Hot Chili Peppers                                                                                     | - Датум објављивања: 10. август 1984. (САД) - Издавачка кућа:EMI, Capitol Records - Формат: ЦД, касета, винил        | 201      | —        | —        | —        | —        | —        | —        | —        | —        | —        |                                                | |
| Freaky Styley                                                                                                 | - Датум објављивања: 16. август 1985. (САД) - Издавачка кућа: EMI - Формат: ЦД, касета, винил                        | —        | —        | —        | —        | —        | —        | —        | —        | —        | —        |                                                | - BPI: Сребрно |
| The Uplift Mofo Party Plan                                                                                    | - Датум објављивања: 29. септембар 1987. (САД) - Издавачка кућа: EMI - Формат: ЦД, касета, винил                     | 148      | —        | —        | —        | —        | —        | —        | —        | —        | —        |                                                | - RIAA: Златно |
| Mother's Milk                                                                                                 | - Датум објављивања: 16. август 1989. (САД) - Издавачка кућа: EMI - Формат: ЦД, касета, винил                        | 52       | 33       | —        | —        | —        | —        | 69       | 47       | —        | —        |                                                | - RIAA: Платина - BPI: Сребрно - MC: Златно |
| Blood Sugar Sex Magik                                                                                         | - Датум објављивања: 24. септембар 1991. (САД) - Издавачка кућа: Warner Bros. Records - Формат: ЦД, касета, винил    | 3        | 1        | 17       | 1        | 33       | 12       | 2        | 1        | 10       | 25       | - САД: 7,000,000 - Свет: 14,430,000            | - RIAA: 7× Платина - ARIA: 6× Платина - BPI: 3× Платина - BVMI: Платина - FIMI: Златно - IFPI АУС: Златно - IFPI ШВЕ: Платина - MC: 4× Платина - RIANZ: Платина - SNEP: 2× Златно                                    |
| One Hot Minute                                                                                                | - Датум објављивања: 12. септембар 1995. (САД) - Издавачка кућа: Warner Bros. - Формат: ЦД, касета, винил            | 4        | 1        | 4        | 6        | 3        | 3        | 5        | 1        | 2        | 2        | - САД: 2,000,000 - Свет: 5,850,000             | - RIAA: 2× Платина - BPI: Златно - IFPI АУС: Златно - IFPI ШВЕ: Златно - MC: Платина - RIANZ: Платина - SNEP: Платина                                                                                                |
| Californication                                                                                               | - Датум објављивања: 8. јун 1999. (САД) - Издавачка кућа: Warner Bros. - Формат: ЦД, касета, винил                   | 3        | 1        | 2        | 2        | 2        | 2        | 2        | 1        | 3        | 5        | - САД: 6,000,000 - Свет: 16,270,000            | - RIAA: 6× Платина - ARIA: 8× Платина - BPI: 4× Платина - BVMI: 3× Златно - IFPI АУС: 2× Платина - IFPI ШВЕ: 2x Платина - IFPI ШВА: 2× Платина - FIMI: Златно - MC: 6× Платина - RIANZ: 8× Платина - SNEP: 2× Златно |
| By the Way | - Датум објављивања: 9. јун 2002.(САД) - Издавачка кућа: Warner Bros. - Формат: ЦД, винил                            | 2        | 1        | 1        | 1        | 2        | 1        | 1        | 1        | 1        | 1        | - САД: 2,000,000 - Свет: 9,390,000             | - RIAA: 2× Платина - ARIA: 5× Платина - BEA: Златно - BPI: 6× Платина - BVMI: 3× Златно - IFPI АУС: Платина - IFPI ШВЕ: Платина - IFPI ШВА: 2× Платина - MC: 2× Платина - RIANZ: 2× Платина - SNEP: Платина          |
| Stadium Arcadium                                                                                              | - Датум објављивања: 9. мај 2006. (САД) - Издавачка кућа: Warner Bros. - Формат: ЦД, винил, дигитално преузимање     | 1        | 1        | 1        | 1        | 1        | 1        | 1        | 1        | 1        | 1        | - САД: 3,000,000 - Свет: 7,130,000             | - RIAA: 3× Платина - ARIA: 3× Платина - BEA: Платина - BPI: 2× Платина - BVMI: 5× Златно - IFPI АУС Платина - IFPI ШВЕ: Златно - IFPI ШВА: 2× Платина - MC: 4× Платина - RIANZ: 3× Платина - SNEP: Платина           |
| I'm with You                                                                                                  | - Датум објављивања: 29. август 2011. (САД) - Издавачка кућа: Warner Bros. - Формат: ЦД, дигитално преузимање, винил | 2        | 2        | 2        | 2        | 2        | 1        | 1        | 1        | 1        | 1        | - САД: 635,700 - УК: 178,000 - Свет: 2,230,000 | - RIAA: Златно - ARIA: Платина - BEA: Златно - BPI: Златно - BVMI: Платина - FIMI: Платина - IFPI ШВА: Платина - MC: Платина - RIANZ: Златно - SNEP: Платина                                                         |
| The Getaway                                                                                                   | - Датум објављивања: 17. јун 2016. - Издавачка кућа: Warner Bros. - Формат: ЦД, дигитално преузимање, винил          | 2        | 1        | 1        | 2        | 3        | 2        | 1        | 1        | 1        | 2        | - САД: 482,000 - Свет: 1,340,000               | - RIAA: Златно - MAHASZ: Платина - BPI: Златно - BVMI: Златно - MC: Златно - ZPAV: Златно - IFPI: Златно - FIMI: Златно                                                                                              |
| "—" означава издање које или није дебитовало на тој топ-листи или није дебитовало у/на тој држави/територији. | |          |          |          |          |          |          |          |          |          |          |                                                | |

### Уживо албуми
| Назив                   | Детаљи | Позиција | Позиција | Позиција | Позиција | Позиција | Позиција | Позиција | Позиција | Сертификат                    |
| Назив                   | Детаљи | АУС      | АУС 40   | ФРА      | НЕМ      | ХОЛ      | НЗ       | ШВА      | УК       | Сертификат                    |
| ----------------------- | --- | -------- | -------- | -------- | -------- | -------- | -------- | -------- | -------- | ----------------------------- |
| Live in Hyde Park       | - Датум објављивања: 3. август 2004. - Издавачка кућа: Warner Bros. - Формат: ЦД, дигитално преузимање, винил | 5        | 1        | 5        | 8        | 4        | 13       | 1        | 1        | - ARIA: Платина - BPI: Златно |
| Cardiff, Wales: 6/23/04 | - Датум објављивања: 17. март 2015. - Издавачка кућа: Warner Bros. - Формат: бесплатно преузимање             | —        | —        | —        | —        | —        | —        | —        | —        |                               |

### Компилацијски албуми
| Назив | Детаљи | Позиције | Позиције | Позиције | Позиције | Позиције | Позиције | Позиције | Позиције | Позиције | Позиције | Број проданих примерака | Сертификати                                                                               |
| Назив | Детаљи | САД      | АУС      | АУС 40   | КАН      | ФРА      | НЕМ      | ХОЛ      | НЗ       | ШВА      | УК       | Број проданих примерака | Сертификати                                                                               |
| --- | --- | -------- | -------- | -------- | -------- | -------- | -------- | -------- | -------- | -------- | -------- | ----------------------- | ----------------------------------------------------------------------------------------- |
| Sock-Cess | - Датум објављивања: 1989. (УК) - Издавачка кућа: EMI - Формат: ЦД                                                      | —        | —        | —        | —        | —        | —        | —        | —        | —        | —        |                         |                                                                                           |
| What Hits!?                                                                                                   | - Датум објављивања: 29. септембар 1992. (САД) - Издавачка кућа: EMI, Capitol - Формат: ЦД, дигитално преузимање, винил | 22       | 9        | —        | 18       | —        | —        | 80       | 5        | 34       | 23       | - САД: 1,500,000        | - RIAA: Платина - BPI: Платина - MC: Платина                                              |
| Live Rare Remix Box                                                                                           | - Датум објављивања: 1994. (САД) - Издавачка кућа: Warner Bros. - Формат: ЦД                                            | —        | —        | —        | —        | —        | —        | —        | —        | —        | —        |                         |                                                                                           |
| The Plasma Shaft                                                                                              | - Датум објављивања: 13. октобар 1994. (АУС) - Издавачка кућа: Warner Bros. - Формат: ЦД                                | —        | 6        | —        | —        | —        | —        | —        | 15       | —        | —        |                         |                                                                                           |
| Out in L.A.                                                                                                   | - Датум објављивања: 1. новембар 1994. (САД) - Издавачка кућа: EMI, Capitol - Формат: ЦД, дигитално преузимање, винил   | 82       | —        | —        | 47       | 37       | —        | 94       | —        | 37       | 61       | - САД: 126,000          |                                                                                           |
| The Best of the Red Hot Chili Peppers                                                                         | - Датум објављивања: 1994.(САД) - Издавачка кућа: Capitol - Формат: ЦД                                                  | —        | —        | —        | —        | —        | —        | —        | —        | —        | —        |                         |                                                                                           |
| Under the Covers: Essential Red Hot Chili Peppers                                                             | - Датум објављивања: 31. март 1998. (САД) - Издавачка кућа: EMI, Capitol - Формат: ЦД                                   | —        | —        | —        | —        | —        | —        | —        | —        | —        | —        |                         |                                                                                           |
| Greatest Hits                                                                                                 | - Датум објављивања: 18. новембар 2003. (САД) - Издавачка кућа: Warner Bros. - Формат: ЦД, дигитално преузимање, винил  | 18       | 2        | 2        | 38       | 39       | 4        | 4        | 2        | 2        | 4        |                         | - RIAA: 2× Платина - ARIA: 6× Платина - BVMI: 2× Платина - BPI: 5× Платина - FIMI: Златно |
| 10 Great Songs                                                                                                | - Датум објављивања: 2009. - Издавачка кућа: Capitol - Формат: ЦД                                                       | —        | —        | —        | —        | —        | —        | —        | —        | —        | —        |                         |                                                                                           |
| Road Trippin' Through Time                                                                                    | - Датум објављивања: 2011.(САД) - Издавачка кућа: Warner Bros. - Формат: ЦД                                             | —        | —        | —        | —        | —        | —        | —        | —        | —        | —        |                         |                                                                                           |
| I'm Beside You                                                                                                | - Датум објављивања: 29. новембар 2013. (САД) - Издавачка кућа: Warner Bros. - Формат: винил                            | —        | —        | —        | —        | —        | —        | —        | —        | —        | —        |                         |                                                                                           |
| "—" означава издање које или није дебитовало на тој топ-листи или није дебитовало у/на тој држави/територији. | |          |          |          |          |          |          |          |          |          |          |                         |                                                                                           |

## Епови
| Назив | Детаљи                                                                                                 | Позиција |
| Назив | Детаљи                                                                                                 | САД      |
| --- | --- | -------- |
| The Abbey Road E.P.                                                                                           | - Датум објављивања: 1988. (САД) - Издавачка кућа: EMI - Формат: ЦД                                    | —        |
| 2011 Live EP                                                                                                  | - Датум објављивања: 29. март 2012.(САД) - Издавачка кућа: Warner Bros. - Формат: дигитално преузимање | —        |
| Rock & Roll Hall of Fame Covers                                                                               | - Датум објављивања: 1. мај 2012. (САД) - Издавачка кућа: Warner Bros. - Формат: дигитално преузимање  | 91       |
| 2012-13 Live EP                                                                                               | - Датум објављивања: 1. јул 2014. - Издавачка кућа: Warner Bros. - Формат: дигитално преузимање        | —        |
| Live In Paris EP                                                                                              | - Датум објављивања: 1. јул 2016. - Издавачка кућа: Deezer - Формат: стрим                             | —        |
| "—" означава издање које или није дебитовало на тој топ-листи или није дебитовало у/на тој држави/територији. | |          |

## Синглови

### Као главни извођач
| Назив | Година | Позиција | Позиција | Позиција      | Позиција | Позиција | Позиција | Позиција | Позиција | Позиција | Позиција | Сертификат                                                                         | Албум                                      |
| Назив | Година | САД      | САД Alt. | САД Main. рок | АУС      | КАН      | НЕМ      | ХОЛ      | НЗ       | ШВА      | УК       | Сертификат                                                                         | Албум                                      |
| --- | ------ | -------- | -------- | ------------- | -------- | -------- | -------- | -------- | -------- | -------- | -------- | ---------------------------------------------------------------------------------- | ------------------------------------------ |
| "Get Up and Jump"                                                                                             | 1984   | —        | —        | —             | —        | —        | —        | —        | —        | —        | —        |                                                                                    | The Red Hot Chili Peppers                  |
| "Jungle Man"                                                                                                  | 1985   | —        | —        | —             | —        | —        | —        | —        | —        | —        | —        |                                                                                    | Freaky Styley                              |
| "Hollywood (Africa)"                                                                                          | 1985   | —        | —        | —             | —        | —        | —        | —        | —        | —        | —        |                                                                                    | Freaky Styley                              |
| "Fight Like a Brave"                                                                                          | 1987   | —        | —        | —             | —        | —        | —        | —        | —        | —        | —        |                                                                                    | The Uplift Mofo Party Plan                 |
| "Higher Ground"                                                                                               | 1989   | —        | 11       | 26            | 45       | —        | —        | 38       | 15       | —        | 54       |                                                                                    | Mother's Milk                              |
| "Knock Me Down"                                                                                               | 1989   | —        | 6        | —             | —        | —        | —        | —        | —        | —        | —        |                                                                                    | Mother's Milk                              |
| "Taste the Pain"                                                                                              | 1989   | —        | —        | —             | —        | —        | —        | —        | —        | —        | 29       |                                                                                    | Mother's Milk                              |
| "Show Me Your Soul"                                                                                           | 1990   | —        | 10       | —             | —        | —        | —        | —        | —        | —        | —        |                                                                                    | Pretty Woman                               |
| "Give It Away"                                                                                                | 1991   | 73       | 1        | —             | 41       | —        | —        | 42       | 22       | —        | 9        |                                                                                    | Blood Sugar Sex Magik                      |
| "Under the Bridge"                                                                                            | 1991   | 2        | 6        | 2             | 1        | 3        | 11       | 1        | 2        | —        | 13       | - RIAA: Платина - BPI: Платина - RIANZ: Златно - FIMI: Златно                      | Blood Sugar Sex Magik                      |
| "Suck My Kiss"                                                                                                | 1992   | —        | 15       | —             | 8        | —        | —        | —        | 3        | —        | —        |                                                                                    | Blood Sugar Sex Magik                      |
| "Breaking the Girl"                                                                                           | 1992   | —        | 19       | 15            | 30       | 45       | —        | 48       | 12       | —        | 41       |                                                                                    | Blood Sugar Sex Magik                      |
| "Behind the Sun"                                                                                              | 1992   | —[A]     | 7        | —             | 37       | 73       | —        | —        | 7        | —        | —        |                                                                                    | The Uplift Mofo Party Plan                 |
| "Behind the Sun"                                                                                              | 1992   | —[A]     | 7        | —             | 37       | 73       | —        | —        | 7        | —        | —        | What Hits!?                                                                        |                                            |
| "If You Have to Ask"                                                                                          | 1993   | —        | —        | —             | —        | —        | —        | —        | —        | —        | —        |                                                                                    | Blood Sugar Sex Magik                      |
| "Soul to Squeeze"                                                                                             | 1993   | 22       | 1        | 7             | 9        | 11       | —        | —        | 6        | 32       | —        |                                                                                    | Coneheads                                  |
| "Warped" | 1995   | —[B]     | 7        | 13            | 12       | —        | 47       | —        | 4        | 33       | 31       |                                                                                    | One Hot Minute                             |
| "My Friends"                                                                                                  | 1995   | —[C]     | 1        | 1             | 15       | 11       | 81       | —        | 20       | —        | 29       |                                                                                    | One Hot Minute                             |
| "Aeroplane"                                                                                                   | 1996   | —[D]     | 8        | 12            | 35       | 48       | —        | —        | 26       | —        | 11       |                                                                                    | One Hot Minute                             |
| "Shallow Be Thy Game"                                                                                         | 1996   | —        | —        | —             | 88       | —        | —        | —        | —        | —        | —        |                                                                                    | One Hot Minute                             |
| "Coffee Shop"                                                                                                 | 1996   | —        | —        | —             | —        | —        | —        | —        | —        | —        | —        |                                                                                    | One Hot Minute                             |
| "Love Rollercoaster"                                                                                          | 1996   | —[E]     | 14       | —             | 19       | 49       | —        | —        | 35       | —        | 7        |                                                                                    | Ratfinks, Suicide Tanks and Cannibal Girls |
| "Scar Tissue"                                                                                                 | 1999   | 9        | 1        | 1             | 15       | 4        | 75       | 38       | 3        | —        | 15       | - RIAA: Златно - ARIA: Златно - BPI: Златно - FIMI: Златно                         | Californication                            |
| "Around the World"                                                                                            | 1999   | —[F]     | 7        | 16            | 49       | —        | —        | 69       | 35       | —        | 35       |                                                                                    | Californication                            |
| "Otherside"                                                                                                   | 2000   | 14       | 1        | 2             | 31       | 32       | 44       | 24       | 5        | 65       | 33       | - BPI: Сребрно - FIMI: Златно                                                      | Californication                            |
| "Californication"                                                                                             | 2000   | 69       | 1        | 1             | 44       | 59       | 63       | 41       | 8        | —        | 16       | - RIAA: Златно - BPI: Платина - FIMI: Златно                                       | Californication                            |
| "Road Trippin'"                                                                                               | 2000   | —        | —        | —             | 56       | —        | 89       | 80       | 44       | 91       | 30       |                                                                                    | Californication                            |
| "Parallel Universe"                                                                                           | 2001   | —        | 37       | —             | —        | —        | —        | —        | —        | —        | —        |                                                                                    | Californication                            |
| "By the Way"                                                                                                  | 2002   | 34       | 1        | 1             | 6        | 2        | 22       | 12       | 13       | 8        | 2        | - RIAA: 2× Платина - ARIA: Златно - BPI: Златно - FIMI: Златно                     | By the Way                                 |
| "The Zephyr Song"                                                                                             | 2002   | 49       | 6        | 14            | 21       | 11       | 65       | 72       | 9        | 100      | 11       | - BPI: Сребрно                                                                     | By the Way                                 |
| "Can't Stop"                                                                                                  | 2003   | 57       | 1        | 15            | 38       | —        | 48       | 65       | 40       | 39       | 22       | - BPI: Платина                                                                     | By the Way                                 |
| "Dosed" | 2003   | —        | 13       | —             | —        | —        | —        | —        | —        | —        | —        |                                                                                    | By the Way                                 |
| "Universally Speaking"                                                                                        | 2003   | —        | —        | —             | 80       | —        | —        | —        | —        | —        | 27       |                                                                                    | By the Way                                 |
| "Fortune Faded"                                                                                               | 2003   | —[G]     | 8        | 22            | 16       | —        | 46       | 61       | 37       | 59       | 11       |                                                                                    | Greatest Hits                              |
| "Dani California"                                                                                             | 2006   | 6        | 1        | 1             | 8        | 1        | 12       | 7        | 7        | 4        | 2        | - RIAA: 2× Платина - ARIA: Златно - BPI: Сребрно - FIMI: Златно - IFPI ШВЕ: Златно | Stadium Arcadium                           |
| "Tell Me Baby"                                                                                                | 2006   | 50       | 1        | 8             | 20       | 17       | 37       | 27       | 16       | 43       | 16       | - RIAA: Златно                                                                     | Stadium Arcadium                           |
| "Snow (Hey Oh)"                                                                                               | 2006   | 22       | 1        | 3             | 35       | —        | 5        | 5        | 10       | 9        | 16       | - RIAA: Платина - BPI: Златно - BVMI: Златно - FIMI: Златно                        | Stadium Arcadium                           |
| "Desecration Smile"                                                                                           | 2007   | —        | —        | —             | —        | —        | 67       | 24       | 33       | —        | 27       |                                                                                    | Stadium Arcadium                           |
| "Hump de Bump"                                                                                                | 2007   | —        | 8        | 27            | 17       | 63       | 83       | 43       | —        | 43       | 41       |                                                                                    | Stadium Arcadium                           |
| "The Adventures of Rain Dance Maggie"                                                                         | 2011   | 38       | 1        | 2             | 41       | 16       | 20       | 28       | 30       | 26       | 44       |                                                                                    | \|I'm with You                             |
| "Monarchy of Roses"                                                                                           | 2011   | —        | 4        | 16            | —        | —        | —        | —        | —        | —        | —        |                                                                                    | \|I'm with You                             |
| "Look Around"                                                                                                 | 2012   | —        | 8        | 12            | —        | 85       | —        | —        | —        | —        | —        |                                                                                    | \|I'm with You                             |
| "Brendan's Death Song"                                                                                        | 2012   | —        | —        | —             | —        | —        | —        | —        | —        | —        | —        |                                                                                    | \|I'm with You                             |
| "Dark Necessities"                                                                                            | 2016   | 67       | 1        | 1             | 52       | 51       | 47       | 60       | —[H]     | 39       | 72       | - MC: Златно - FIMI: Платина                                                       | The Getaway                                |
| "Go Robot" | 2016   | —        | 12       | 20            | —        | —        | —        | —        | —        | —        | —        |                                                                                    | The Getaway                                |
| "Sick Love"                                                                                                   | 2016   | —        | —        | —             | —        | —        | —        | —        | —        | —        | —        |                                                                                    | The Getaway                                |
| "Goodbye Angels"                                                                                              | 2017   | —        | 25       | —             | —        | —        | —        | —        | —        | —        | —        |                                                                                    | The Getaway                                |
| "—" означава издање које или није дебитовало на тој топ-листи или није дебитовало у/на тој држави/територији. |        |          |          |               |          |          |          |          |          |          |          |                                                                                    |                                            |

### Остали синглови
| Назив                                        | Година | Позиција  | Напомене                                                                     | Албум                                      |
| Назив                                        | Година | САД Sales | Напомене                                                                     | Албум                                      |
| -------------------------------------------- | ------ | --------- | ---------------------------------------------------------------------------- | ------------------------------------------ |
| "Me and My Friends"                          | 1987   | —         | - Airplay сингл који се не налази на листама или у продаји                   | The Uplift Mofo Party Plan                 |
| For the Thrashers                            | 1989   | —         | - Четири песме које су промовисале албум Mother's Milk                       | Mother's Milk                              |
| "Deck the Halls"                             | 1994   | —         | - Веома ретки џукобкс на којем се налази сингл за Knock Me Down као б-страна | Out in L.A.                                |
| "Save the Population"                        | 2003   | —         | - Промо сингл није био у продаји                                             | Greatest Hits                              |
| "Havana Affair"                              | 2011   | 14        | - Изашао лимитирано за Record Store Day.                                     | We're a Happy Family: A Tribute to Ramones |
| "Did I Let You Know"                         | 2012   | —         | - Сингл изашао у Бразилу                                                     | I'm with You                               |
| "Strange Man" / "Long Progression"           | 2012   | 12        | - Изашло као део I'm with You Sessions серије синглова                       | I'm Beside You                             |
| "Magpies on Fire" / "Victorian Machinery"    | 2012   | 14        | - Изашло као део I'm with You Sessions серије синглова                       | I'm Beside You                             |
| "Never Is a Long Time" / "Love of Your Life" | 2012   | 6         | - Изашло као део I'm with You Sessions серије синглова                       | I'm Beside You                             |
| "The Sunset Sleeps" / "Hometown Gypsy"       | 2012   | 14        | - Изашло као део I'm with You Sessions серије синглова                       | I'm Beside You                             |
| "Pink as Floyd" / "Your Eyes Girl"           | 2013   | 12        | - Изашло као део I'm with You Sessions серије синглова                       | I'm Beside You                             |
| "In Love Dying"                              | 2013   | 7         | - Изашло као део I'm with You Sessions серије синглова                       | I'm Beside You                             |
| "Catch My Death" / "How It Ends"             | 2013   | 9         | - Изашло као део I'm with You Sessions серије синглова                       | I'm Beside You                             |
| "This Is the Kitt" / "Brave From Afar"       | 2013   | 11        | - Изашло као део I'm with You Sessions серије синглова                       | I'm Beside You                             |
| "Hanalei" / "Open/Close"                     | 2013   | 8         | - Изашло као део I'm with You Sessions серије синглова                       | I'm Beside You                             |

## Остале песме
| Назив         | Година | Позиција | Албум       |
| Назив         | Година | УК       | Албум       |
| ------------- | ------ | -------- | ----------- |
| "The Getaway" | 2016   | 181      | The Getaway |

## Остала гостовања

### Гостовања на албумима
| Назив | Година | Албум                                              |
| --- | ------ | -------------------------------------------------- |
| "Taste the Pain" (продужена верзија)                                                                                               | 1989   | Say Anything...                                    |
| "Show Me Your Soul" | 1990   | Pretty Woman soundtrack                            |
| "Sikamikanico" | 1992   | Music from the Motion Picture Wayne's World        |
| "Search and Destroy" | 1993   | The Beavis and Butt-head Experience                |
| "Soul to Squeeze" | 1993   | Coneheads soundtrack                               |
| "The Power of Equality" | 1993   | Sub Rock - The Best Of Independent And Grunge      |
| "Blood Sugar Sex Magik" (уживо) | 1994   | Woodstock '94                                      |
| "Higher Ground" | 1995   | Mighty Morphin Power Rangers: The Movie            |
| "I Found Out" | 1995   | Working Class Hero: A Tribute to John Lennon       |
| "Melancholy Mechanics" | 1996   | Twister                                            |
| "Love Rollercoaster" | 1996   | Beavis and Butt-head Do America                    |
| "Johnny, Kick a Hole in the Sky"                                                                                                   | 1997   | ESPN Presents X Games                              |
| "Higher Ground" | 1998   | Surf SI                                            |
| "How Strong" | 1999   | M.O.M.: Music For Our Mother Ocean 3               |
| "Higher Ground" | 1999   | Music Inspired By The Motion Picture "You Are Dead |
| "Fire" (уживо) | 2000   | Woodstock '99                                      |
| "Havana Affair" | 2003   | We're A Happy Family - A Tribute to the Ramones    |
| "Californication" (уживо) | 2006   | Coachella                                          |
| "I Just Wanna Have Something To Do" (уживо), "She's the One" (уживо), "I Wanna Be Sedated" (уживо), "It's a Long Way Back" (уживо) | 2006   | Too Tough to Die: A Tribute to Johnny Ramone       |
| "Don't Forget Me" | 2013   | Ultimate Smallville soundtrack                     |
| "Factory of Faith" | 2013   | Songs For The Philippines                          |

### Гостовања на филмовима
| Назив                              | Година | Филм       |
| ---------------------------------- | ------ | ---------- |
| "Blackeyed Blonde"                 | 1986   | Thrashin'  |
| "Set It Straight" (неиздата песма) | 1986   | Tough Guys |

| Назив | Година | Филм                                          |
| --- | ------ | --------------------------------------------- |
| "Higher Ground" | 2001   | MTV 20: Rock                                  |
| "Give it Away" | 2001   | MTV20 Collection                              |
| "Give it Away" | 2005   | The Work Of Director Stéphane Sednaoui        |
| "Can't Stop" | 2005   | The Work Of Director Mark Romanek             |
| "I Get Around" (уживо) | 2007   | Musicares: A Tribute to Brian Wilson          |
| "I Just Wanna Have Something To Do" (уживо), "She's the One" (уживо), "I Wanna Be Sedated" (уживо), "It's a Long Way Back" (уживо) | 2008   | Too Tough To Die (A Tribute To Johnny Ramone) |
| "Higher Ground" | 2015   | Guitar Hero Live                              |
| "Goodbye Angels" | 2017   | Animal Kingdom                                |

## Видео

### Видео албуми
| Назив | Детаљи                                                                                           | Позиција  | Сертификат                                      |
| Назив | Детаљи                                                                                           | САД видео | Сертификат                                      |
| --- | ------------------------------------------------------------------------------------------------ | --------- | ----------------------------------------------- |
| Red Hot Skate Rock                                                                                            | - Датум објављивања: 1988. (САД) - Издавачка кућа: EMI - Format: VHS                             | —         |                                                 |
| Positive Mental Octopus                                                                                       | - Датум објављивања: 1990. (САД) - Издавачка кућа: EMI - Format: VHS                             | 9         |                                                 |
| Psychedelic Sexfunk Live from Heaven                                                                          | - Датум објављивања: 1990. (САД) - Издавачка кућа: EMI - Format: VHS                             | 7         | - RIAA: Златно                                  |
| Funky Monks                                                                                                   | - Датум објављивања: 29. октобар 1991. (САД) - Издавачка кућа: Warner Bros. - Формат: ВХС, DVD   | 6         | - RIAA: Златно - BPI: Златно                    |
| What Hits!?                                                                                                   | - Датум објављивања: 29. септембар 1992. (САД) - Издавачка кућа: EMI, Capitol - Формат: ВХС, DVD | 14        |                                                 |
| Off the Map                                                                                                   | - Датум објављивања: 4. децембар 2001.(САД) - Издавачка кућа: Warner Bros. - Формат: DVD, ВХС    | 28        | - BPI: Златно                                   |
| Live at Slane Castle                                                                                          | - Датум објављивања: 18. новембар 2003. (САД) - Издавачка кућа: Warner Bros. - Формат: DVD, УМД  | 22        | - RIAA: Платина - BPI: 2× Платина - MC: Платина |
| Greatest Hits and Videos                                                                                      | - Датум објављивања: 18. новембар 2003. (САД) - Издавачка кућа: Warner Bros. - Format: DVD       | 9         | - BPI: Златно                                   |
| iTunes Originals – Red Hot Chili Peppers                                                                      | - Датум објављивања: 12. септембар 2006. (САД) - Издавачка кућа: Warner Bros. - Format: Download | —         |                                                 |
| "—" означава издање које или није дебитовало на тој топ-листи или није дебитовало у/на тој држави/територији. |                                                                                                  |           |                                                 |

### Остала видео издања
| Назив                                         | Година | Режисер(и)   |
| --------------------------------------------- | ------ | ------------ |
| Red Hot Chili Peppers Live: I'm with You      | 2011   |              |
| Red Hot Chili Peppers: Live from the Basement | 2012   | Нигел Гордих |

### Спотови
| Назив                                     | Година | Режисер(и)                     |
| ----------------------------------------- | ------ | ------------------------------ |
| "True Men Don't Kill Coyotes"             | 1984   | Грејем Вифлер                  |
| "Jungle Man"                              | 1985   | Линди Гоец                     |
| "Catholic School Girls Rule"              | 1985   | Дик Руд                        |
| "Fight Like a Brave"                      | 1987   | Дик Руд                        |
| "Good Time Boys"                          | 1989   |                                |
| "Higher Ground"                           | 1989   | Бил Стубат, Drew Carolan       |
| "Knock Me Down"                           | 1989   | Дру Каролан                    |
| "Taste the Pain"                          | 1990   | Том Стерн, Алекс Винтер        |
| "Show Me Your Soul"                       | 1990   | Бил Стубат                     |
| "Give It Away"                            | 1991   | Стефан Седној                  |
| "Under the Bridge"                        | 1992   | Гус Ван Сант                   |
| "Suck My Kiss"                            | 1992   | Гавин Бовден                   |
| "Breaking the Girl"                       | 1992   | Стефан Седној                  |
| "Behind the Sun"                          | 1992   | Чарли Пол                      |
| "If You Have to Ask"                      | 1993   | Непознато                      |
| "Soul to Squeeze"                         | 1993   | Кевин Керслејк                 |
| "Warped"                                  | 1995   | Гевин Боудвен                  |
| "My Friends" (верзија 1)                  | 1995   | Антон Цорбијин                 |
| "My Friends" (верзија 2)                  | 1995   | Гавин Боуден                   |
| "Aeroplane"                               | 1996   | Гавин Боуден                   |
| "Coffee Shop"                             | 1996   | Гавин Боуден                   |
| "Love Rollercoaster"                      | 1996   | Кевин Лофтон                   |
| "Scar Tissue"                             | 1999   | Стефан Седној                  |
| "Around the World"                        | 1999   | Стефан Седној                  |
| "Otherside"                               | 2000   | Џонатан Дејтон и Валериј Фарис |
| "Californication"                         | 2000   | Џонатан Дејтон и Валериј Фарис |
| "Road Trippin'"                           | 2000   | Џонатан Дејтон и Валериј Фарис |
| "By the Way"                              | 2002   | Џонатан Дејтон и Валериј Фарис |
| "The Zephyr Song"                         | 2002   | Џонатан Дејтон и Валериј Фарис |
| "Can't Stop"                              | 2003   | Марк Романек                   |
| "Universally Speaking"                    | 2003   | Дик Руд                        |
| "Fortune Faded"                           | 2003   | Лаурент Бриет                  |
| "Dani California"                         | 2006   | Тони Кеј                       |
| "Tell Me Baby"                            | 2006   | Џонатан Дејтон, Валери Фарис   |
| "Snow (Hey Oh)"                           | 2006   | Ник Викам                      |
| "Charlie"                                 | 2007   | Омри Чохен                     |
| "Desecration Smile" (верзија 1)           | 2007   | Gus Van Sant                   |
| "Desecration Smile" (верзија 2)           | 2007   | Gus Van Sant                   |
| "Hump de Bump"                            | 2007   | Крис Рок                       |
| "The Adventures of Rain Dance Maggie"     | 2011   | Марк Клазфелд                  |
| "Monarchy of Roses"                       | 2011   | Марк Клазфелд                  |
| "Look Around"                             | 2012   | Роберт Хејлс                   |
| "Brendan's Death Song" (измењена верзија) | 2012   | Марк Клазфелд                  |
| "Brendan's Death Song"                    | 2012   | Марк Клазфелд                  |
| "Dark Necessities"                        | 2016   | Оливија Вајлд                  |
| "Go Robot"                                | 2016   | Тота Ли                        |
| "Sick Love"                               | 2016   | Бет Џенс Хоујтон               |
| "Goodbye Angels"                          | 2017   | TOTA                           |